# Pär Fjällström
Pär Fjällström, född 1952 i Älvsbyn, journalist och producent vid Sveriges Television 1994-2020. 
Tidigare har han bland annat varit reporter på Radio Norrbotten, reporter, producent och distriktschef på Sveriges Riksradio i Luleå samt redaktionschef på Sveriges Riksradio i Stockholm.

## Produktioner i urval

### Faktadokumentärer
Han har producerat ett flertal entimmes faktadokumentärer i Sveriges Televisions serie Dokument Inifrån, bland annat 
- "Made in China" (2002) - om hur tillverkningen av Ericssons mobiltelefoner hamnade i Kina
- "Myntets alla sidor" (2003) - en granskning av argumenten inför folkomröstningen till EMU - nominerat till Stora Journalistpriset 2003
- "Välfärdsmysteriet" (2005) - när var det som bäst?
- "De utvalda" (2005) - om de slutna utnämningarna av statens högsta chefer
- "Lågpriskontoret" (2006) - om globaliseringen av servicetjänster, IT och forskning till framför allt Indien
- "Klimaträddarna" (2007) - om de politiska försöken att lösa klimatproblemet
- "Miljöbilsfeber" (2009) - om framtidens transporter
- "Den stora utmaningen" (2010) - om Sverige, Kina och jobben
- "Europas val" (2014) - om Europas kris och vägval
- "Vad hände med försvaret?" (2015) - om vad som blev kvar efter den stora omställningen
- "Hur blir det med Nato?" (2016) - vad skulle ett svenskt medlemskap betyda?

### Andra dokumentärer
Han har även producerat dokumentärerna 
- "Roslings värld" (2009) - ett porträtt av Hans Rosling, professorn i internationell hälsa som gjorde en osannolik global succé
- "Stenbeck" (2013)- en dokumentärserie i tre delar om Jan Stenbeck, Sveriges mest kontroversiella storföretagare. Vinnare av TV-priset Kristallen 2013 för bästa dokumentärprogram.
- "Fälldin" (2017) - ett porträtt i två delar av Thorbjörn Fälldin, Sveriges statsminister 1976-1978 och 1979-1982.